# 趙璘
趙璘（?—?），字澤章。平原（今屬山東）人，唐朝政治人物。

## 生平
大和八年（834年）進士。開成三年（838年），中書判拔萃，不久校書於祕書省。大中七年（853年）擔任左補闕。歷官金部郎中，官至衢州刺史。大約卒於僖宗乾符中。著有《因話錄》。《全唐文》收两篇文章。

## 家族
其先南阳人，後移居平原。趙宗儒之從孫，父母趙伉、柳氏，伯父是趙傪。